# إس. إم. ستيرلينغ
إس. إم. ستيرلينغ (بالإنجليزية: S. M. Stirling)‏ (30 سبتمبر 1953، متز في فرنسا)؛ كاتب وروائي أمريكي.

## روابط خارجية
- إس. إم. ستيرلينغ على موقع ميوزك برينز (الإنجليزية)